# 牟礼宿
牟礼宿（むれじゅく）は、長野県上水内郡飯綱町牟礼にあった北国街道の宿場。

## 概要
1611年（慶長16年）、北国街道の全面的整備に伴い、江戸幕府によって善光寺宿と古間宿のほぼ中間に設置された。牟礼からは松代城下を経て矢代宿に通じる支道が分岐する。文政年間には東組（本陣組）と西組（上ノ酒屋組）にそれぞれ名主を置き、伝馬役も分割された。地場産業の信州鎌を扱う問屋もあった。

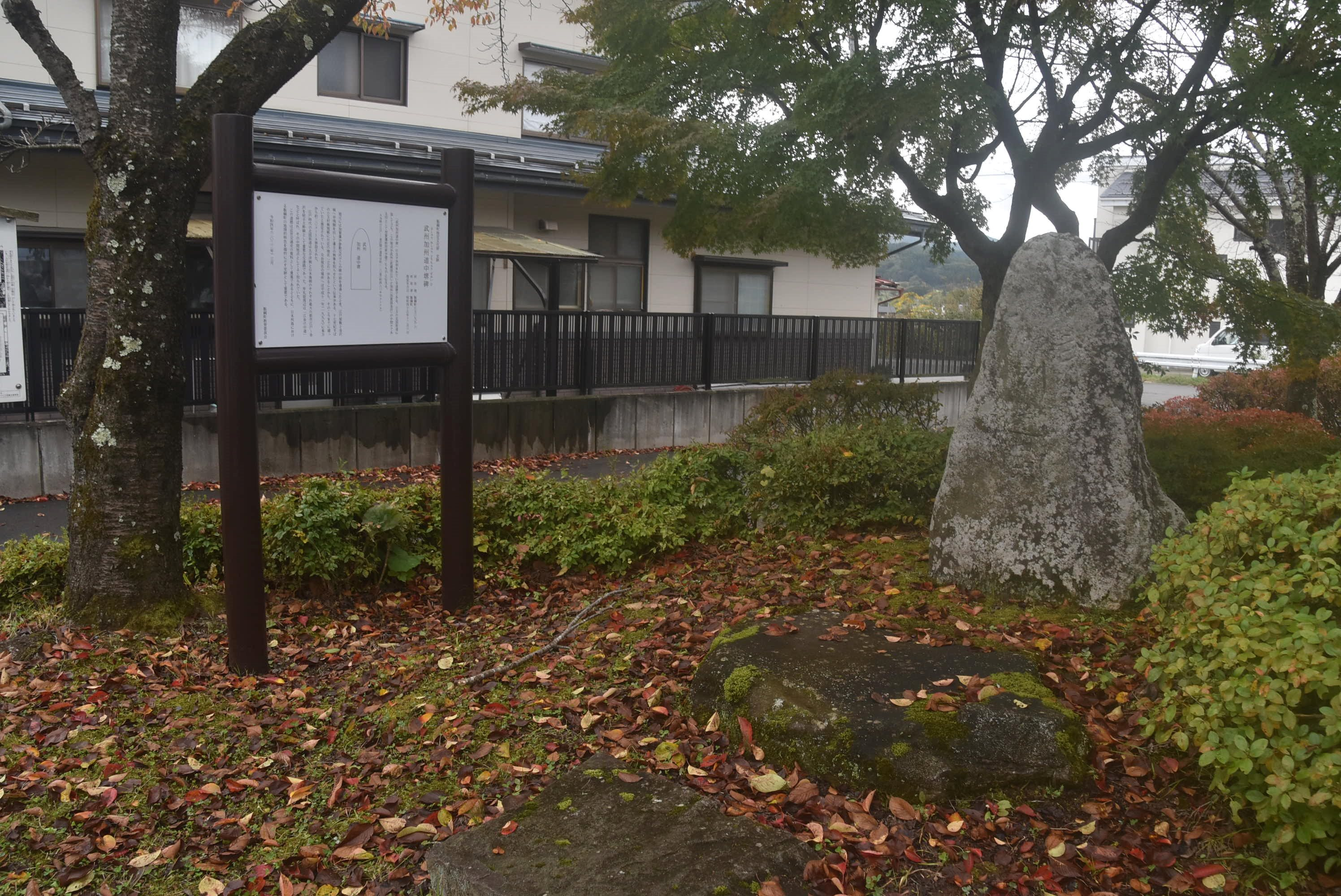
武州加州道中堺碑（現在の長野県飯綱町小玉）

加賀と江戸との中間にあたり、加賀藩により「武州加州道中堺碑」が建てられている。また、宿場の西端は吹上といい、佐渡金山から江戸へ輸送される金銀の付け替えを行う金附場とその土蔵もあった。
現在でも本陣、脇本陣、問屋、旅籠などの跡が残っている。